# 濱田泰三
濱田 泰三（はまだ たいぞう、1928年2月13日 - 2019年8月17日）は、日本の文学者（フランス文学）、文芸評論家。早稲田大学名誉教授、公益財団法人パブリックヘルスリサーチセンター顧問。「濱田」の「濱」が旧字体のため、新字体で浜田 泰三（はまだ たいぞう）と表記されることもある。
日本放送協会での勤務を経て、早稲田大学法学部教授、早稲田大学図書館館長（第12代）、学校法人早稲田大学常任理事、財団法人パブリックヘルスリサーチセンター理事長などを歴任した。

## 概要
フランス文学者であるとともに、文芸評論家としても活躍した。また、レフ・トロツキーやルネ・グルッセの著作の翻訳を手掛け、仏教など宗教に纏わる識見も有するなど、多才な活動を展開した。日本放送協会を経て、長年に渡って早稲田大学の法学部にて教鞭を執った。早稲田大学では、図書館の館長や、大学を設置する学校法人の常任理事を務めるなど、要職を歴任した。

## 来歴

### 生い立ち
1928年、福岡県にて生まれた。上京し、東京大学に進学した。東京大学では文学部のフランス文学科に在籍し、フランス文芸風潮を専攻した。

### 日本放送協会
東京大学を卒業すると、日本放送協会に就職した。日本放送協会では、大学時代の専攻を生かし、ヨーロッパやアメリカを対象とする国際放送に関する業務に従事した。また、その傍らで文芸評論を手掛けており、その内容が文壇で注目された。

### 早稲田大学
1967年、早稲田大学に転じ、法学部の講師に就任した。それ以来、早稲田大学にて教鞭を執ることになり、助教授を経て教授に昇任した。法学部では、主としてフランス語や文学を講じた。また、1982年には早稲田大学図書館の館長に就任し、4年に渡って務めた。館長在任中には「学術情報システム基本構想書」を発表し、「学内の全ての学術情報の二次データベースを構築し、『早稲田大学総合目録』を完成させる」と宣言した。館内に所蔵された洋書30万冊の情報のデータベース化に着手し、1985年7月からは外部業者も交えて入力作業を推進した。蔵書の情報を遡及して入力するため、その作業は難航したが、Online Computer Library Centerの機械可読目録を活用するなどして、最終的にデータベース化に目途がついた。さらに、早稲田大学を設置・運営する「学校法人早稲田大学」の常任理事を務めた。1997年、早稲田大学を退職した。早稲田大学での勤続年数は30年に達し、うち教授としての在任年数は22年に及んだ。なお、「教授として満20年以上在職し、教育または学術上の功績が顕著」であることを理由に、同年4月1日付で早稲田大学より名誉教授の称号が贈られている。
また、財団法人である「パブリックヘルスリサーチセンター」にて理事長を務めた。その後、同センターは公益財団法人化を果たし、奥島孝康が理事長に就任すると、白井克彦、中嶋博らとともに顧問に就任した。

## 研究
専門は文学であり、フランス文学などの分野を中心に研究した。また、1959年に『現代の批評』を上梓するなど、評論や批評なども手掛けていた。1973年に上梓した『笑い』など、多くの著作を著した。また1960年代前後に、栗田勇、林茂（実質は野沢協）、澁澤龍彦と共にレフ・トロツキー『わが生涯』を翻訳したことでも知られている。加えて、ヴィクトル・セルジュの『一革命家の回想』なども翻訳している。
またルネ・グルッセ『仏陀の足跡を逐って』の翻訳なども知られている。また、同書をはじめ、天理教とかかわりの深い天理大学附属天理図書館について解説した『やまとのふみくら――天理図書館』を編纂するなど、仏教や天理教といった宗教にも造詣が深く、佐々木宏幹、奈良康明、西村惠信、藤井正雄、村中祐生、山折哲雄、頼富本宏、渡邊寶陽らとともに「寺院ルネッサンス」文化推進委員会に参画した。

## 騒動
2007年3月、東京都大田区議会議員の鈴木章浩が提出した海外視察報告書が、濱田の講演要旨を丸写して剽窃したものだったことが発覚した。鈴木は2005年に行政視察のため公費でヨーロッパを歴訪し、帰国後に報告書を提出したが、その内容は千葉県庁のウェブサイトに掲載されていた濱田の講演要旨と、ほとんど同一の文章であった。日本テレビ放送網によれば「両者を並べ、表現が一致する部分に色をつけてみると、文章の大半が同じ」だとしている。
2007年になってこの事実が発覚したが、鈴木は当初「何か俺が世間に迷惑をかけましたか?」と述べるなど、特に問題ないとの立場を取っていた。しかし、この事態を受け、大田区議会では日本共産党大田区議会議員団が「盗用の疑いが濃厚」だと指摘し、議長に事実解明を要請する申立書を提出する事態に発展した。大騒ぎになったため、鈴木は慌てて濱田に連絡を取った。その際、濱田は「どうぞ使ってください」と温かい言葉をかけ、鈴木の剽窃行為を赦した。ところが、濱田の寛大な言葉を逆手に取り、鈴木は「事後承諾を取ったので何の問題もない」と開き直ったため物議を醸した。

## 略歴
- 1928年 - 福岡県にて誕生。
- 1967年 - 早稲田大学法学部講師。
- 1975年 - 早稲田大学法学部教授。
- 1982年 - 早稲田大学図書館館長。
- 1997年 - 早稲田大学退職。
- 1997年 - 早稲田大学名誉教授。

## 著作

### 単著
- 浜田泰三著『現代の批評』三一書房、1959年。
- 濱田泰三著『道のなかばに――船場大教会二代会長 梅谷梅次郎の生涯』天理教道友社、1981年。ISBN 4-80-730200-0
- 濱田泰三著『天理教――存命の教祖中山みき』講談社、1985年。ISBN 4-06-201728-8

### 共著・編著、編さん
- 浜田泰三編・解説『笑い―日本文学における美と情念の流れ』現代思潮社、1973年。現代思潮新社で新版再刊
- 林陸朗ほか共著『平将門の乱』現代思潮社、1975年。
- 浜田泰三編著『やまとのふみくら――天理図書館』天理教道友社、1979年。
  - 濱田泰三編『やまとのふみくら――天理図書館』中央公論社・中公文庫、1994年。ISBN 4-12-202090-5
- 浜田泰三編著『やまとのほくら――天理参考館』天理教道友社、1980年。
- 浜田泰三責任編集『現代のこころ――天理教』旺文社、1987年。ISBN 4-01-071032-2

### 翻訳
- 『ナイチンゲール書簡集』隆鳳堂、1958年。山崎書店、1964年
- トロツキー『わが生涯』現代思潮社、栗田勇・澁澤龍彦・野沢協（林茂名義）と共訳

上・中・下巻、1961年。新編版・全2巻、1968-1970年。再版多数
- トニー・クリフ『ローザ・ルクセンブルグ』現代思潮社、1961年。度々新版
- S. モリニエ/S-L. プーシュ『コンミューンの炬火――ブランキとプルードン』栗田勇と共訳、現代思潮社、1963年。
- トロツキー『亡命日記――査証なき旅』栗田勇と共訳、現代思潮社、1968年。オンデマンド版2008年
- ヴィクトル・セルジュ『母なるロシアを追われて 一革命家の回想 下』[26]現代思潮社、1970年。
- ピエール・ナヴィル『生けるトロツキー』現代思潮社、1971年。
- アルフレッド・ロスメル『レーニンの下のモスクワ―革命の在りし日々に』安部住雄と共訳、柘植書房、1976年。
- ジェラール・ロザンタール『トロツキーの弁護人―歴史の闇のなかから』安部住雄と共訳、柘植書房、1977年
- R. グルッセ『仏陀の足跡を逐って』「叢書 仏教文化の世界」金花舎、1983年。
  - ルネ・グルッセ『仏陀の足跡を逐って』興山舎、2011年。ISBN 978-4-90-413957-8、濱田泰三訳表記、新装再刊

## 関連人物
- 奥島孝康
- 栗田勇
- ルネ・グルッセ
- 澁澤龍彦
- 白井克彦
- 鈴木章浩
- レフ・トロツキー
- 中嶋博
- 林茂